# Skalbjerg Station
Skalbjerg Station er en station i Skalbjerg på den fynske hovedbane. Stationen har tidligere har haft stor trafik med teglprodukter afsendt fra de lokale teglværker, men læssespor er for længst afviklet. Den oprindelige stationsbygningen er i dag overgået til anden formål.